# JAM Music
JAM Music foi uma gravadora brasileira, com sede na cidade do Rio de Janeiro, fundada pela cantora Jane Duboc e pelo empresário Paulo Amorim (dono da casa de shows paulista Tom Brasil) em 2000.
Em 2011, a gravadora fechou. O último álbum lançado foi Sweet Face Of Love - Jane Duboc sings Jay Vaquer, de Jane Duboc.

## Artistas
Em seu primeiro time, a JAM Music investiu em nomes como Célia & Zéluis Mazziotti (num CD tributo a Paulinho da Viola), Ângela Ro Ro, Jane Duboc, Sebastião Tapajós., Beth Carvalho e Celso Viáfora
No seu segundo time, a JAM Music investiu em grandes promessas da música brasileira, como: Jay Vaquer, Anna Torres, Bernardo Lobo, Bukassa, no grupo instrumental Trio Curupira, entre outros.

## Catálogo de Álbuns Lançados
| Ano  | Artista(s)/Banda               | Álbum                                                  |
| ---- | ------------------------------ | ------------------------------------------------------ |
| 1998 | Jane Duboc e Sebastião Tapajós | Da Minha Terra                                         |
| 1999 | Celso Viáfora                  | Cara do Brasil                                         |
| 2000 | Vários Artistas                | Cazas de Cazuza - A Ópera Rock                         |
| 2000 | Cristina Buarque               | Ganha-se pouco, mas é divertido                        |
| 2000 | Tunai                          | Certas Canções - Acústico Ao Vivo                      |
| 2000 | Jay Vaquer                     | Nem Tão São                                            |
| 2000 | Ângela Ro Ro                   | Acertei no Milênio                                     |
| 2000 | Bukassa Kabengele              | Quero Viver                                            |
| 2000 | Bena Lobo                      | Nada Virtual                                           |
| 2001 | Itiberê Orquestra Família      | Pedra do Espia                                         |
| 2001 | Celso Viáfora                  | Basta um Tambor Bater                                  |
| 2001 | Ana de Hollanda                | Um Filme                                               |
| 2001 | Beth Carvalho                  | Nome Sagrado: Beth Carvalho Canta Nelson Cavaquinho    |
| 2001 | Alaíde Costa                   | Rasguei a Minha Fantasia                               |
| 2002 | Vários Artistas                | Cd e DVD Mão Amiga (Ao Vivo)                           |
| 2002 | Jane Duboc                     | Sweet Lady Jane                                        |
| 2002 | Trio Curupira                  | Desinventando                                          |
| 2003 | Celso Viáfora                  | Palavra!                                               |
| 2004 | Oswaldo Montenegro             | A Aldeia dos Ventos                                    |
| 2004 | Jane Duboc                     | Languidez                                              |
| 2005 | Vários Artistas                | Coletânea "The Samba Nova Collection - Ladies de Luxe" |
| 2010 | Jane Duboc                     | Sweet Face of Love: Jane Duboc sings Jay Vaquer        |